# Паул Сітрун
Паул Сітрун (нід. Paul Citroen, повне ім'я — Рулоф Паул Сітрун / нід. Roelof Paul Citroen; 15 грудня 1896, Берлін, Німеччина — 13 березня 1983, Вассенар, Нідерланди) — нідерландський, народжений у Німеччині єврейського походження художник і арт-педагог, співзасновник Академії Нового Мистецтва в Амстердамі. З-поміж його найвідоміших робіт фотомонтаж «Метрополіс» (Metropolis), серія монументальних нідерландських поштових марок (1949), написані портрети відомих нідерландців.

## З життя і творчості
Паул Сітрун народився 15 грудня 1896 року і виріс в сім'ї середнього класу в Берліні (Німеччина). Обидва його батьки були з нідерландських євреїв. Паулів батько мав хутряну крамницю. Ще змалку хлопець став малювати, лише підживлюючи міцну підтримку з боку батьків. Незабаром він став експериментувати з фотографією, зокрема разом з Ервіном Блюменфельдом (Erwin Blumenfeld), також вивчав мистецтво в Берліні.
У 1919 році П. Сітрун почав навчатися в Баугаузі, де брав уроки у Пауля Клее та Василя Кандинського (члени арт-групи «Блакитний лицар» / Der Blaue Reiter) і Йоганнеса Іттена, який справив на нього найбільший вплив. Приблизно в цей же час він започаткував роботу над своїм фотомонтажем «Метрополіс» (1923), який став його найвідомішою роботою. «Метрополіс» Сітроєна дав натхнення Фріцу Лангу зняти його кінострічку, що стала класичною, під тією ж назвою. У період між 1929 і 1935 роками П. Сітрун зробив багато фотографій, явно, під впливом своєї співпраці з Блюменфельдом.
Незабаром він започаткував Нову школу мистецтв (Nieuwe Kunstschool) разом із Шарлем Рулофсом (Charles Roelofsz). Однак проект зазнав фінансового краху, і заклад закрили в 1937 році. У тому ж році Сітрун став викладати в Королівській академії мистецтв у Гаазі. Серед його численних студентів були Кес Бол, Мадлен Ганс, Генк Гартох і Йос Зегерс.
Митець розробив свою монументальну колекцію поштових марок (1949).
У 1960 році Паул Сітрун завершив свою педагогічну кар'єру навчання і став малювати портрети, зосередивши на цьому свою головну увагу. Він написав портрети найвідоміших нідерландців.
Паул Сітрун помер 13 березня 1983 року у Вассенарі (Нідерланди).

## Виноски
1. 1 2  Deutsche Nationalbibliothek Record #118520873 // Gemeinsame Normdatei — 2012—2016.
2. 1 2 3  RKDartists
3. ↑  online image library Nederlands Fotomuseum
4. 1 2  ZKM Center for Art and Media Karlsruhe — 1997.
5. ↑  Paul Citroen
6. ↑  Museum of Modern Art online collection
7. ↑  Photographers’ Identities Catalog
8. ↑  bauhaus.community
9. ↑  Bibliothèque nationale de France BNF: платформа відкритих даних — 2011.
10. ↑  Catalog of the German National Library
11. ↑  http://www.jhm.nl/personen.aspx?naam=Citroen,%20Roelof%20Paul